# World Organisation of the Scout Movement
World Organization of the Scout Movement, verdensspejderorganisationen omfatter spejderkorps i hele verden. Stiftet af Lord Robert Baden-Powell.
WOSM optager både piger og drenge, mens søsterorganisationen WAGGGS (World Association of Girl Guides and Girl Scouts) kun er for piger.
Der er over 50 millioner spejdere organiseret i WOSM.